# 닐스 볼린
닐스 이바르 볼린(Nils Ivar Bohlin, 1920년 7월 17일 ~ 2002년 9월 26일)은 스웨덴의 기계공학자이자 볼보에서 근무하면서 3점식 안전벨트를 발명한 발명가이다.

## 생애
스웨덴 헤르뇌산드에서 태어난 볼린은 1939년 헤르뇌산드 뢰베르크에서 기계공학 학위를 받았다. 1942년 그는 항공기 제조업체인 사브에 항공기 설계자로 입사하여 사출좌석 개발에 기여했다. 1958년 그는 볼보에 안전 엔지니어로 합류했다. 그는 오늘날 모든 자동차의 표준 안전 기능인 현대적인 3점식 안전벨트를 발명한 것으로 알려져 있다.
볼린은 사브에서 사출좌석을 개발한 경험을 활용하여 약 1년간 안전벨트 개발에 매진했으며, 자동차 사고 시 운전자를 안전하게 보호하는 데 중점을 두었다. 3점식 안전벨트를 시험한 후, 그는 1959년 볼보사에 자신의 발명품을 소개하고 첫 특허(번호 3,043,625)를 받았다. 10년 후, 그는 1969년 볼보의 중앙 연구 개발 부서를 이끌었다.
1974년 랄프 이스브란트 자동차 안전 공학상(Ralph Isbrandt Automotive Safety Engineering Award)을 수상했으며, 1989년 안전 및 건강 명예의 전당(Hall of Fame for Safety and Health)에 헌액되었다. 그는 1995년 스웨덴 왕립 공학한림원으로부터 금메달을 받았고, 1999년에는 자동차 명예의 전당에 헌액되었다. 그는 1985년 볼보에서 선임 엔지니어로서 은퇴했으며 사후 미국 발명가 명예의 전당에 헌액되었다.
볼린은 2002년 9월 26일 82세의 나이로 심장마비로 사망했으며, 스웨덴 위드레시 람팔의 토르파 교회에 묻혔다.

### 개인 생활
성인 시절, 그는 마이-브리트 볼린과 결혼했다. 그는 마이-브리트의 두 아들의 의붓아버지였으며, 이후 두 명의 자녀를 더 낳았고, 열세 명의 손주를 두었다.

## 역사적 영향
3점식 안전벨트는 자동차 충돌 시 부상을 예방하여 세상을 변화시켰다. 미국 교통부 산하 미국 고속도로 교통안전국에 따르면 안전벨트는 미국에서 연간 약 15,000명의 생명을 구한다고 한다.
효과적인 3점식 안전벨트를 설계했을 뿐만 아니라, 볼린은 스웨덴에서 발생한 28,000건의 사고 연구를 통해 그 효과를 입증하고 제11회 스탭 자동차 충돌 회의(Stapp Car Crash Convention)에서 논문을 발표했다. 안전벨트를 착용하지 않은 탑승자는 모든 속도 구간에서 치명적인 부상을 입었지만, 안전벨트를 착용한 탑승자는 시속 60마일 미만의 사고 속도에서 치명적인 부상을 입지 않았다. 탑승자실이 손상되지 않은 경우 안전벨트를 착용한 탑승자는 치명적인 부상을 입지 않았다. 이 연구 결과로 미국 교통부는 미국 자동차에 3점식 안전벨트를 의무화했다. 1968년, 새로운 안전벨트 디자인은 대중이 자유롭게 사용할 수 있도록 공개되었다. 대부분의 산업 국가에서는 법적으로 탑승자가 안전벨트를 사용하도록 요구한다.

## 내용주
1. ↑  “Safety belt”.
2. 1 2  “Nils Bohlin”. 《Hall of Fame Inductees》. Automotive Hall of Fame. 1999. 2016년 3월 8일에 원본 문서에서 보존된 문서. 2016년 3월 9일에 확인함.
3. ↑  “Seat Belts”. NHTSA. 2019년 10월 9일에 확인함.
4. ↑  Bohlin, Nils (1967). 《A Statistical Analysis of 28,000 Accidents with Emphasis on Occupant Restraint Value》. 11th Stapp Car Crash Conference. Society of Automotive Engineers. doi:10.4271/670925. SAE Technical Paper 670925. 2013년 11월 6일에 원본 문서에서 보존된 문서. 2012년 3월 30일에 확인함.